# HD 95127
HD 95127 — двойная звезда в созвездии Большой Медведицы на расстоянии приблизительно 2250 световых лет (около 690 парсек) от Солнца. Видимая звёздная величина звезды — +8,15m. Возраст звезды оценивается как около 5,5 млрд лет.
Вокруг звезды обращается, как минимум, одна планета.

## Характеристики
Первый компонент — оранжевый гигант спектрального класса K0. Масса — около 3,354 солнечной, радиус — около 40,62 солнечного, светимость — около 362,137 солнечной. Эффективная температура — около 4562 К.
Второй компонент — коричневый карлик. Масса — около 78,24 юпитерианской. Удалён в среднем на 2,239 а.е..

## Планетная система
В 2015 году группой астрономов у звезды обнаружена планета HD 95127 b.